# روبرت أرمسترونغ (لاعب كرة قاعدة)
روبرت أرمسترونغ (بالإنجليزية: Robert Armstrong)‏ هو لاعب كرة قاعدة أمريكي، ولد في 1850 في بالتيمور في الولايات المتحدة، وتوفي في 3 ديسمبر 1917 في فورت وورث في الولايات المتحدة.

## وصلات خارجية
- روبرت أرمسترونغ على موقعبيزبول رفرنس.كوم (الدوري الرئيسي) (الإنجليزية)